# Spartak Szkłów
Spartak Szkłów (biał. ФК «Спартак» Шклоў) – białoruski klub piłkarski z siedzibą w Szkłowie w obwodzie mohylewskim, założony w 2001.